# 이직
이직(李稷, 1362년 ~ 1431년)은 고려 말 조선 초의 문신이다. 자는 우정(虞庭), 호는 형재(亨齋), 본관은 성주, 봉군호는 성산부원군(星山府院君), 시호는 문경(文景)이다.

## 생애
이인민의 아들이고, 이조년의 증손으로, 흥안군 이제의 사촌형이다. 우왕 때 16세의 나이로 문과에 급제하여 경순부 주부·예문관 제학 등을 지냈다. 1388년 무진피화 당시 이인임의 친족이라는 이유로 전주로 유배를 갔다. 1392년 이성계를 도와 조선을 건국하는 데 공을 세워 3등 공신에 책훈되었고, 제2차 왕자의 난 때에는 4등 공신에 책훈되었지만 조선 건국 및 태종의 즉위에 있어 핵심적인 역할을 수행하지는 않았다. 태조는 그를 두고 이제의 사촌형이었기에 발탁했다고 말하기도 했다. 그는 태조 초기 명나라를 4차례에 걸쳐 왕래하면서 외교적인 수완을 발휘했고, 각종 제도를 마련하거나 한양 도성 건축 및 동북 성곽 구축과 같은 토목 공사에 재능을 보인 행정가형 관리였다. 예문관 대제학(1402년), 이조판서(1405년) 등을 지내고, 1403년에는 태종 때 왕명을 받고 주자소를 설치하여 동활자인 계미자를 만들었다. 1412년 성산 부원군에 봉해졌고 이듬해에는 우의정의 자리에 올랐다. 그러나 1415년 황주목사 염치용에게서 노비 소유권에 관해 불평을 들은 민무회가 그 말을 태종에게 전한 일이 민무회, 민무휼 형제의 옥으로 발전되면서 이직도 그 사건에 휘말렸다. 이직은 민씨 형제와의 사적인 관계로 인해 그들을 감쌌다는 혐의를 받아 벼슬에서 물러나 고향으로 내려갔다. 또한 황희와 함께 양녕대군의 폐위에 반대했던 것이 화근이 되어 고향에서 유배 생활을 겪었고, 8년간 손님도 만나지 않은 채 밤낮 글만 읽었다. 1422년 왕위에서 물러나 태상왕이 된 태종은 과부가 된 이직의 딸을 후궁으로 삼고, 태종은 이직을 불러들여 직첩과 공신 녹권을 돌려주었지만 이직은 기뻐하지 않았다. 당시 이직이 유배에서 풀려난 것은 딸 덕분이라고 하여 그의 죄를 청하는 상소가 줄을 이었으나 이직은 딸이 신순궁주(愼順宮主)로 봉해지면서 오히려 성산부원군(星山府院君)에 봉해지고, 과전도 돌려받았다. 1424년에는 영의정에, 1426년에는 좌의정에 제수되었고 1431년 죽었다.

## 가족[1]
이직(李稷)은 하륜의 처 이씨의 사촌 동생으로 이직과 하륜은 사촌동서지간이었다.
- 할아버지 : 이포(李褒)
  - 아버지 : 이인민(李仁敏)
    - 부인 : 양천 허씨 - 허시(許時)의 딸
      - 장남 : 이사후(李師厚)
        - 손자 : 이함녕(李咸寧)
        - 손자 : 이정녕(李正寧)
        - 손자 : 이계녕(李繼寧)

      - 차남 : 이사원(李師元)
      - 삼남 : 이사순(李師純) - 참판
        - 손녀 : 성주 이씨
        - 손서 : 청송 심씨 좌리공신 한성부 우윤 청천군 이경공 심한(靑川君 夷敬公 沈瀚)

      - 장녀 : 신순궁주 이씨(愼順宮主 李氏 1390- ?) - 태종에게 출가
      - 차녀 : 이씨 - 민무휼(민제의 아들이자 원경왕후의 동생)에게 출가

## 관련 작품

### 드라마
- 《용의 눈물》(KBS, 1996년~1998년, 배우:이우석)